# Pirâmide de Quéops
Pirâmide de Quéops, também conhecida como a Grande Pirâmide de Gizé ou simplesmente Grande Pirâmide, é a mais antiga e a maior das três pirâmides na Necrópole de Gizé, na fronteira de Gizé, no Egito. É a mais antiga das Sete Maravilhas do Mundo Antigo e a única a permanecer em grande parte intacta.
Egiptólogos acreditam que a pirâmide foi construída como um túmulo durante a IV dinastia egípcia para o faraó Quéops ao longo de um período de 10 a 20 anos, em torno de 2 560 a.C.. Inicialmente com 146,5 metros de altura, a Grande Pirâmide foi a mais alta estrutura feita pelo Homo sapiens no mundo até a Catedral de Lincoln, na Inglaterra, chegar a sua altura máxima (160 m) em 1311, durante a Idade Média. Originalmente, a Grande Pirâmide era coberta por um invólucro de pedras polidas que formavam uma superfície exterior lisa que brilhava sob a luz do Sol; o que é visto atualmente é a estrutura do núcleo da pirâmide. Algumas das pedras do revestimento que cobria a estrutura ainda podem ser vistas em torno da base. Há várias teorias científicas sobre as técnicas de construção da Grande Pirâmide. A maioria das hipóteses de construção aceitas baseiam-se na ideia de que ela foi construída através da movimentação de enormes pedras de uma pedreira, que foram arrastadas e levadas até o local.
Há três câmaras conhecidas dentro da Grande Pirâmide. A câmara mais baixa foi escavada no leito rochoso sobre o qual a pirâmide foi construída e ficou inacabada. As chamadas "Câmara da Rainha" e "Câmara do Rei" estão mais acima na estrutura da pirâmide. A parte principal do complexo de Gizé é um conjunto de edifícios que inclui dois templos mortuários em honra a Quéops (um perto da pirâmide e um perto do Nilo), três pirâmides menores para esposas do faraó, uma pirâmide "satélite" ainda menor, uma calçada que liga os dois templos e as pequenas mastabas que cercam a pirâmide e que foram feitas para os nobres da sociedade egípcia antiga.

## História e arquitetura

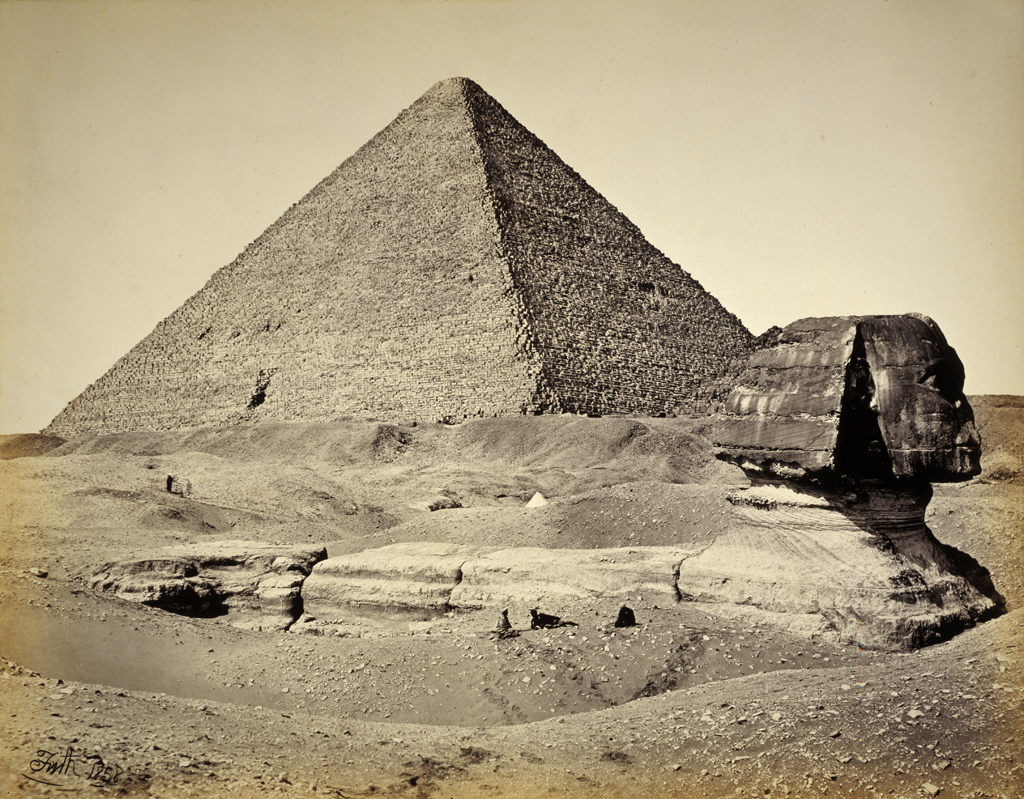
Pirâmide de Quéops e Esfinge em 1858

Acredita-se que a pirâmide foi construída como um túmulo pela IV dinastia egípcia pelo faraó Quéops (também conhecido como Khufu através da transliteração dos hieróglifos egípcios) e foi construída ao longo de um período de 20 anos. O vizir de Quéops, Hemiunu (também chamado Hemon), é acreditado por alguns como o arquiteto da Grande Pirâmide. Durante a construção, a Grande Pirâmide tinha originalmente 280 côvados egípcios de altura (146,5 metros), mas com erosão e vandalismos, a sua altura atual é de 138,8 metros. Cada lado da base tinha 440 côvados, ou 230,4 metros de comprimento. A massa da pirâmide é estimada em 5,9 milhões de toneladas. O volume, incluindo um morro interno, é de aproximadamente 2 500 000 metros cúbicos. Com base nessas estimativas, a construção da pirâmide em 20 anos envolveria a instalação de aproximadamente 800 toneladas de pedra todos os dias. Além disso, uma vez que consiste em uma estimativa de 2,3 milhões de blocos, concluir o edifício em 20 anos envolveria mover uma média de mais de 12 dos blocos por hora, dia e noite. As primeiras medições de precisão da pirâmide foram feitas pelo egiptólogo Sir Flinders Petrie em 1880-82 e publicadas como As Pirâmides e Templos de Gizé. Quase todos os relatórios são baseados em suas medidas. Muitas das pedras de revestimento e blocos da câmara interna da Grande Pirâmide se encaixam com extrema precisão. Com base nas medições feitas nas pedras de revestimento nordeste, a abertura média das juntas é de apenas 0,5 milímetros de largura (1/50 de polegada).
A pirâmide permaneceu a estrutura sintética mais alta no mundo por mais de 3 800 anos, insuperável até que o pináculo de 160 metros de altura da Catedral de Lincoln fosse terminado por volta de 1300. A precisão da mão-de-obra da pirâmide é tal que os quatro lados da base têm um erro médio de apenas 58 milímetros de comprimento.[a] A base é horizontal e plana até ± 15 mm (0,6 pol). Os lados da base quadrada estão estreitamente alinhados com os quatro pontos cardeais da bússola com base no norte verdadeiro, não no norte magnético. A base acabada era quadrada por um erro de canto médio de apenas 12 segundos de arco.

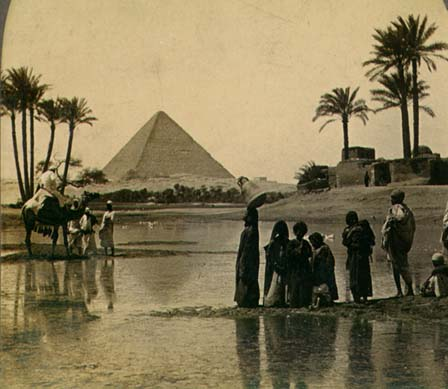
Grande Pirâmide no século XIX

As dimensões de projeto concluído, como sugerido pelo levantamento de Petrie e estudos subsequentes, são estimadas em ter originalmente 280 côvados reais de altura por 440 côvados de comprimento em cada um dos quatro lados de sua base. A relação entre o perímetro e a altura de 1 760/280 côvados reais equivale a 2π, uma precisão melhor que 0,05% (correspondendo à bem conhecida aproximação de π como 22/7). Alguns egiptólogos consideram que este foi o resultado da proporção deliberada do projeto. Verner escreveu: "Podemos concluir que, embora os antigos egípcios não pudessem definir com precisão o valor de π, na prática o usaram". Petrie concluiu: "mas essas relações de áreas e de proporção circular são tão sistemáticas que devemos conceder que elas estavam no projeto do construtor". Outros argumentaram que os antigos egípcios não tinham nenhum conceito de pi e que não teriam pensado em codificá-lo em seus monumentos. Eles acreditam que a inclinação da pirâmide observada pode ser baseada em uma simples escolha de inclinação, sem levar em conta o tamanho total e as proporções do edifício acabado.
Em 2013 os rolos do papiro foram descobertos escritos por alguns daqueles que entregaram a pedra e outros materiais de construção ao irmão de Quéops em Gizé.

## Materiais
A Grande Pirâmide consiste em cerca de 2,3 milhões de blocos que foram transportados de pedreiras nas proximidades. O calcário de Tora usado no revestimento foi extraído através do rio Nilo. As maiores pedras de granito da pirâmide, encontradas na câmara do "Rei", pesam entre 25 e 80 toneladas e foram transportadas de Assuã, a mais de 800 km. Tradicionalmente, os egípcios antigos cortavam blocos de pedra martelando neles algumas cunhas de madeira, que então eram embebidas com água. À medida que a água era absorvida, as cunhas se expandiam, fazendo com que a rocha rachasse. Uma vez cortados, eram levados de barco para cima ou para baixo do rio Nilo até a área de construção da pirâmide. Estima-se que na construção da Grande Pirâmide foram utilizados 5,5 milhões de toneladas de calcário, 8 mil toneladas de granito (importado de Assuã) e 500 mil toneladas de argamassa.

### Pedras de revestimento

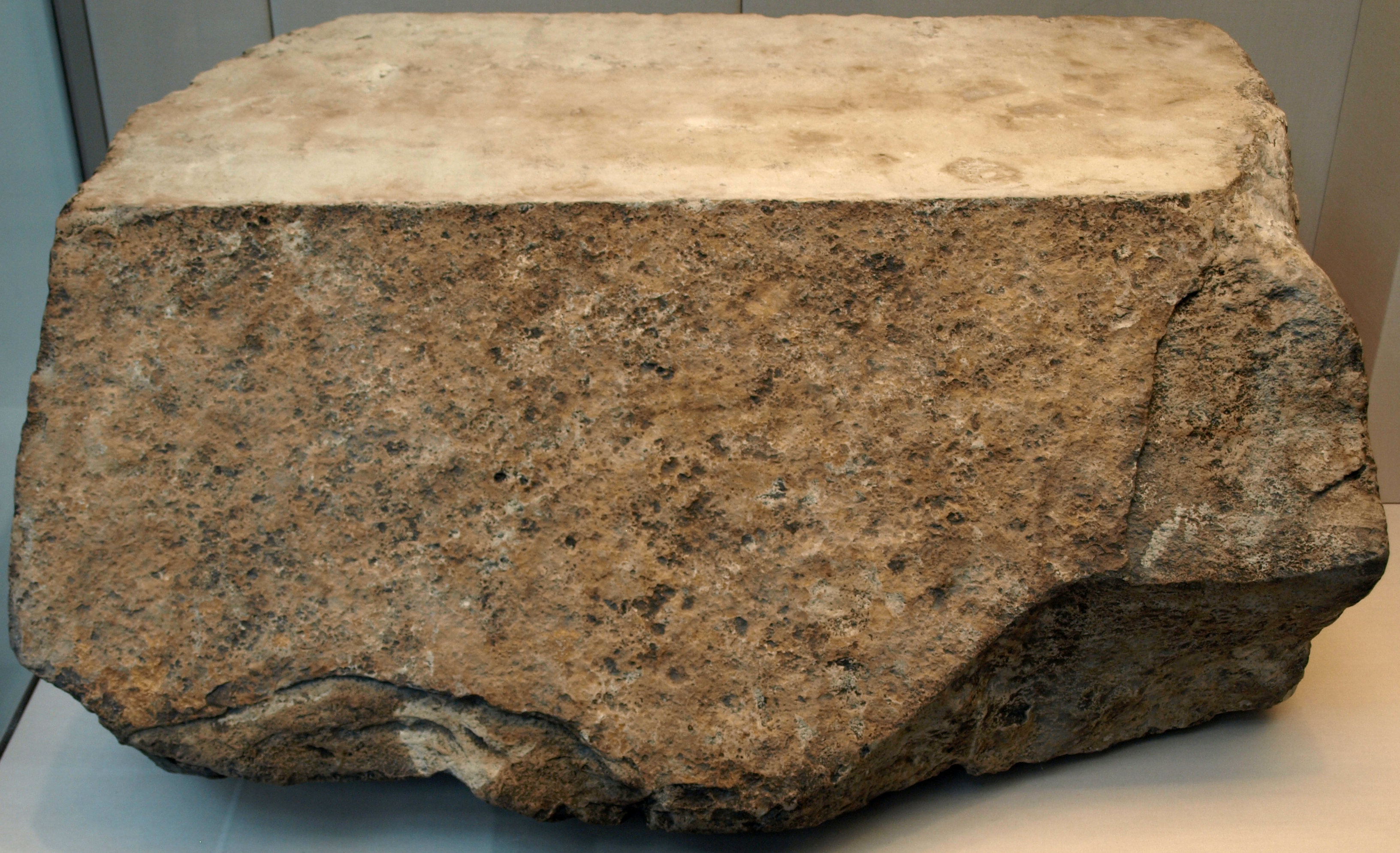
Pedra de revestimento da Grande Pirâmide no Museu Britânico

Após a conclusão da estrutura, a Grande Pirâmide foi revestida com "pedras brancas", blocos de pedra calcária branca altamente polidos. Estes blocos foram cuidadosamente cortados com um declive com um seked de 5 ½ palmos para dar as dimensões necessárias. Visivelmente, tudo o que resta da pirâmide é a estrutura básica de degraus, vista até hoje. Em 1303, um forte terremoto afrouxou muitas das pedras exteriores, que foram transportadas pelo sultão Bahri Nácer al-Haçane em 1356 para construir mesquitas e fortes no Cairo medieval. Muitas outras pedras foram removidas das grandes pirâmides por Mehmet Ali no início do século XIX para construir a parte superior da Mesquita de Mehmet Ali no Cairo, não muito longe de Gizé. Estes invólucros de calcário podem ainda ser vistos nas partes externas destas estruturas. Exploradores posteriores relataram pilhas maciças de entulho na base das pirâmides deixadas por conta do colapso contínuo das pedras, que eram removidas e subsequentemente afastadas durante as escavações no local. No entanto, algumas das pedras de revestimento da parte mais baixa podem ser vistas até hoje in situ ao redor da base da Grande Pirâmide e exibem a mesma precisão relatada há séculos. Petrie também encontrou uma orientação diferente no núcleo e no revestimento medindo 193 centímetros ± 25 centímetros. Ele sugeriu que uma redeterminação do norte foi feita após a construção do núcleo, mas um erro foi feito e o invólucro foi construído com uma orientação diferente. Petrie relacionou a precisão das pedras de revestimento como sendo "igual ao trabalho dos ópticos de hoje, mas em uma escala de acres" e que "colocar tais pedras em contato exato seria um trabalho cuidadoso, mas fazê-lo com cimento nas juntas parece quase impossível". Posteriormente, foi feita a sugestão de que foi a argamassa (o "cimento" de Petrie) que tornou possível esta tarefa aparentemente impossível, fornecendo um leito nivelado que permitiu aos pedreiros definir as pedras com exatidão.

### Teorias da construção

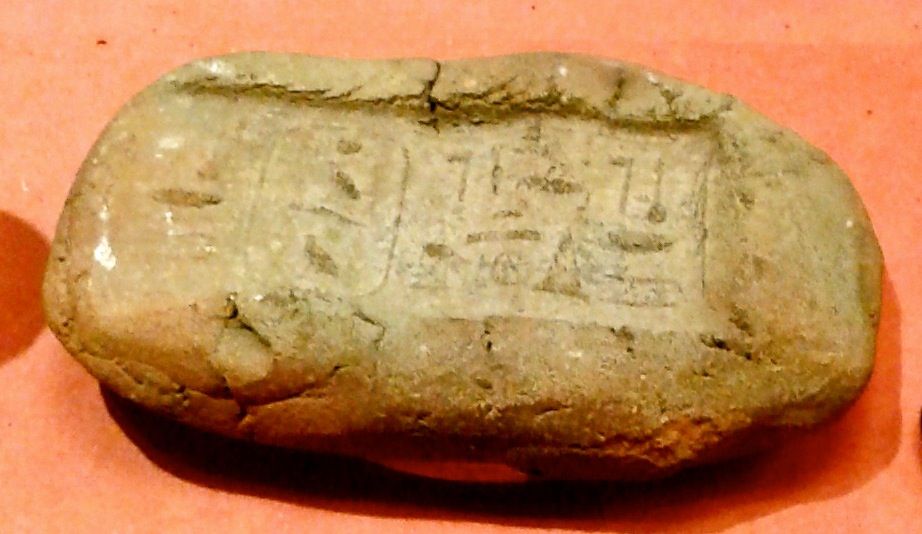
Selo da argila que carrega o nome do Quéops da grande pirâmide. Em exibição no Museu do Louvre

Muitas teorias alternativas, muitas vezes contraditórias, têm sido propostas em relação às técnicas de construção da pirâmide. Muitos discordam sobre se os blocos foram arrastados, levantados, ou até mesmo rolados até o local de construção. Os gregos antigos acreditavam que o trabalho escravo era usado, mas descobertas modernas feitas em campos de trabalhadores próximos associados com a construção da Necrópole de Gizé sugerem que ela foi construída por dezenas de milhares de trabalhadores qualificados. Verner postulou que o trabalho era organizado em uma hierarquia, consistindo em duas equipes de 100 mil homens, divididos em cinco zaa ou filas de 20 mil homens cada, que podem ter sido divididos ainda mais de acordo com as habilidades dos trabalhadores.
Um mistério da construção da pirâmide é o seu planejamento. John Romer sugere que eles usaram o mesmo método que tinha sido usado para construções anteriores e posteriores, colocando partes do plano no chão em uma escala de 1 para 1. Ele escreve que "tal diagrama de trabalho também servia para gerar a arquitetura da pirâmide com precisão incomparável com qualquer outro meio". Ele também defende um período de 14 anos para sua construção.
Um moderno estudo de gestão da construção, em associação com Mark Lehner e outros egiptólogos, estimou que o projeto total exigia uma força de trabalho média de 14.567 pessoas e uma força de trabalho máxima de cerca de 40 mil pessoas. Sem o uso de polias, rodas ou ferramentas de ferro, eles usaram métodos de análise do caminho crítico, o que sugere que a Grande Pirâmide foi concluída do início ao fim em aproximadamente 10 anos.

## Interior

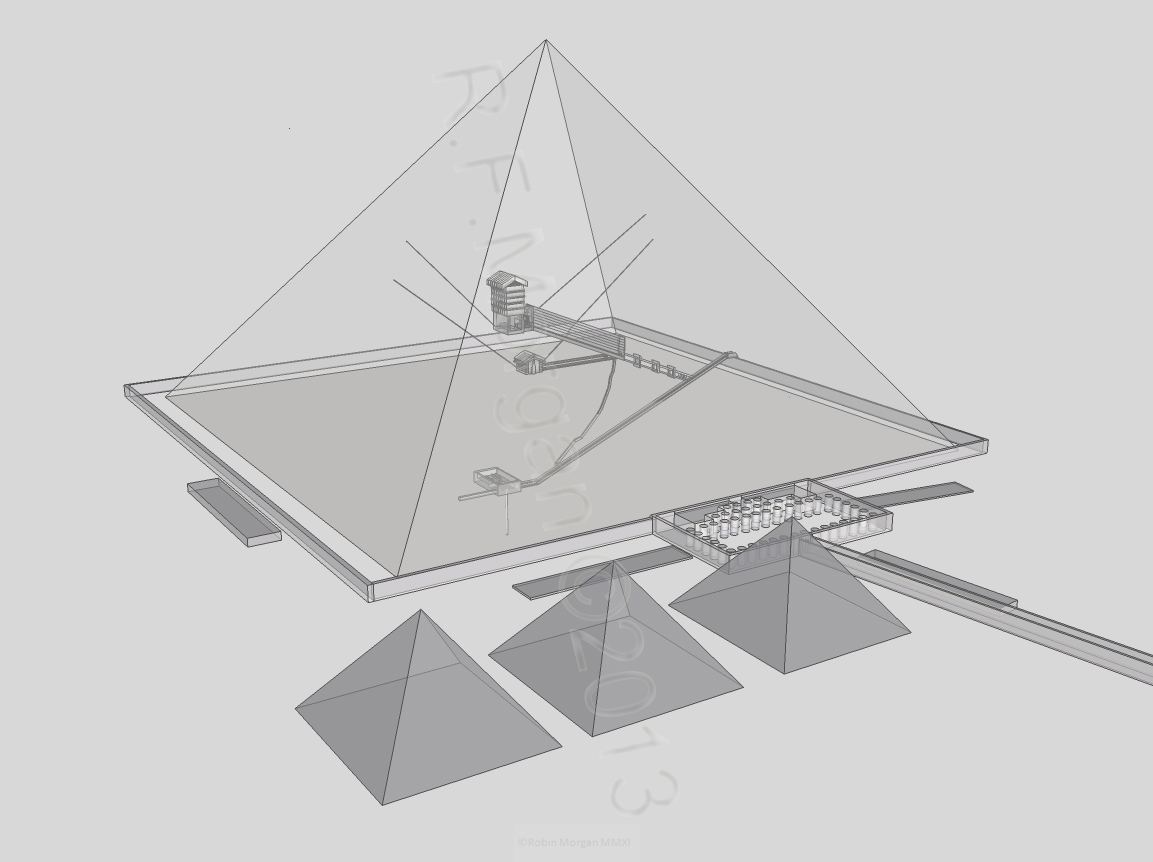
Modelo em 3D do interior da Pirâmide de Quéops

A entrada original para a Grande Pirâmide tem 17 metros verticalmente acima do nível do solo e 7,29 metros a leste da linha central da pirâmide. A partir desta entrada original, há uma Passagem Descendente de 0,96 metros de altura e 1,04 metros de largura, que desce em um ângulo de 26° 31'23 "através da alvenaria da pirâmide e, em seguida, na base rochosa abaixo de 105,23 metros, a passagem torna-se nivelada e continua por mais 8,84 metros até a Câmara Baixa, que parece não ter sido concluída. Há uma continuação da passagem horizontal da parede sul da câmara inferior, há também um poço escavado no chão da câmara. Alguns egiptólogos sugerem que esta câmara inferior foi concebida para ser a câmara funerária original, mas o faraó Quéops mais tarde mudou de ideia e quis que ela fosse mais alta na pirâmide.

### Câmara da Rainha
A "Câmara da Rainha" está exatamente a meio caminho entre as faces norte e sul da pirâmide e mede 5,75 metros de norte a sul, 5,23 metros de leste a oeste e tem um telhado pontiagudo com um ápice 6,23 metros acima do chão. No extremo oriental da câmara há um nicho 4,67 metros de altura. A profundidade original do nicho era de 1,04 metro, mas tem sido aprofundado por caçadores de tesouro.  Nas paredes norte e sul da Câmara da Rainha há eixos que, ao contrário daqueles na Câmara do Rei que imediatamente inclinam para cima, são horizontais por cerca de 2 m antes de serem inclinados para cima.

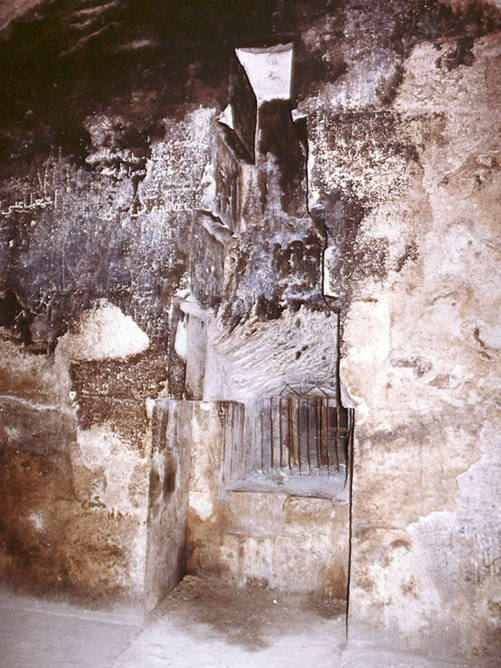
Interior da Câmara da Rainha

A distância horizontal foi medida em 1872 por um engenheiro britânico, Waynman Dixon, que acreditava que um eixo semelhante à Câmara do Rei também deve existir. Foi provado que ele estava certo, mas como os eixos não estão ligados às faces externas da pirâmide ou da Câmara da Rainha, seu propósito ainda é desconhecido. No final de um de seus poços, Dixon descobriu uma bola de diorito preto (um tipo de rocha) e um implemento de bronze de propósito desconhecido. Ambos os objetos estão atualmente no Museu Britânico.
Os eixos na câmara da rainha foram explorados em 1993 pelo engenheiro alemão Rudolf Gantenbrink usando um robô que desenhou, Upuaut 2. Depois de uma subida de 65 metros, ele descobriu que um dos eixos foi bloqueado por "portas" de calcário com duas "alças" erodidas de cobre. Alguns anos mais tarde, a National Geographic Society criou um robô similar que, em setembro de 2002, perfurou um pequeno buraco na porta sul, apenas para encontrar outra porta atrás dela. A passagem do norte, que era difícil de navegar por causa de voltas e voltas, também estava bloqueada por uma porta.
A pesquisa continuou em 2011 com o Projeto Djedi. Após perceberem que o problema era que a câmera da National Geographic Society só conseguia ver bem à frente dela, eles usaram um fibroscópio que podia ver ao redor. Com isto conseguiram penetrar a primeira porta do poço sul através do furo perfurado em 2002 e ver todos os lados da pequena câmara atrás dela. Eles descobriram hieróglifos escritos em tinta vermelha. Eles também foram capazes de analisar o interior dos duas "alças" de cobre embutidas na porta e agora acreditam que elas sejam para fins decorativos. Eles também encontraram o lado oposto da "porta" para ser terminado e polido, o que sugere que não foi colocado lá apenas para bloquear o eixo de detritos, mas sim por uma razão mais específica.

### Grande Galeria

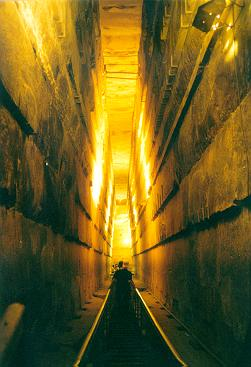
Grande Galeria

A "Grande Galeria" continua a inclinação da Passagem Ascendente, mas tem 8,6 metros de altura e 46,68 metros de comprimento. Na base eles tem 2,06 metros de largura, mas depois de 2,29 metros os blocos de pedra nas paredes são apoiados para dentro por 7,6 centímetros de cada lado. Há sete destes degraus, assim, no topo, a Grande Galeria tem apenas 1,04 metros de largura. É coberta por lajes de pedra colocada em um ângulo ligeiramente mais íngreme que o chão da galeria, de modo que cada pedra se encaixa em uma ranhura cortada no topo da galeria. A finalidade era ter cada bloco suportado pela parede da galeria do que no bloco abaixo dele, que teria conduzido em uma pressão cumulativa inaceitável na extremidade mais baixa da galeria.
O piso da Galeria Grande consiste em degraus em ambos os lados, com 51 centímetros de largura, deixando uma rampa inferior de 1,04 metros de largura entre eles. Nos degraus há 54 fendas, 27 em cada lado, combinadas por fendas verticais e horizontais nas paredes da Galeria. Estas criam uma forma transversal que sobe para fora da ranhura dos degraus. A finalidade destas fendas não é conhecida, mas a calha central no piso da Galeria, que tem a mesma largura que a Passagem Ascendente, levou à especulação de que as pedras de bloqueio foram armazenadas na Galeria Grande e as fendas prendiam vigas de madeira para impedi-las de deslizar para baixo da passagem.
No topo da Grande Galeria, há um degrau que dá para uma passagem horizontal de alguns metros de comprimento e aproximadamente 1,02 metros de altura e largura, na qual podem ser detectados quatro ranhuras, três das quais eram provavelmente destinadas a conter rastrilhos de granito.

### Câmara do Rei

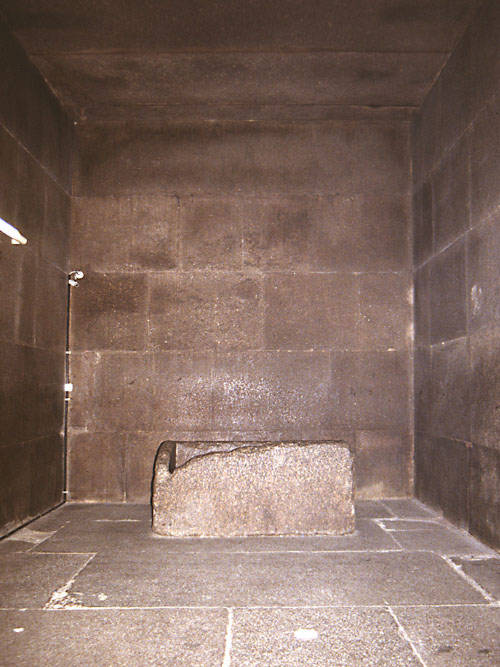
Câmara do Rei

A "Câmara do Rei" tem 10,47 metros de leste a oeste e 5,234 metros de norte a sul. Tem um telhado plano 5,82 metros acima do chão. Há 0,91 m acima do chão existem dois eixos estreitos nas paredes norte e sul (um é agora preenchido por um canal de ventilação na tentativa de circular o ar dentro da pirâmide). A finalidade destes eixos não é clara: eles parecem estar alinhados com as estrelas ou áreas do céu do norte e do sul, mas um deles segue um curso comum através da alvenaria, indicando que não havia intenção de ver as estrelas diretamente  através deles. Eles foram muito creditados pelos egiptólogos como "poços de ar" para a ventilação, mas essa ideia tem sido amplamente abandonada em favor dos poços que servem a um propósito ritualístico associado com a ascensão do espírito do rei aos céus.
A Câmara do Rei é inteiramente revestida com granito. Acima do telhado, que é formado por nove lajes de pedra pesando no total cerca de 400 toneladas, existem cinco compartimentos conhecidos como câmaras de alívio. Os primeiros quatro, como a Câmara do Rei, têm telhados planos formados pelo piso da câmara acima, mas a câmara final tem um telhado pontiagudo. Vyse suspeitou da presença de câmaras superiores quando descobriu que podia empurrar um pedaço de pau comprido através de uma rachadura no teto da primeira câmara. De baixo para cima, as câmaras são conhecidas como "Câmara de Davison", "Câmara de Wellington", "Câmara de Nelson", "Câmara de Lady Arbuthnot" e "Câmara de Campbell". Acredita-se que os compartimentos foram destinados a salvaguardar a Câmara do Rei da possibilidade do telhado desabar sob o peso de pedra acima da Câmara. Como as câmaras não tinham a intenção de serem vistas, elas não tinham acabamentos e algumas das pedras ainda mantêm marcas da construção. Uma das pedras na Câmara Campbell tem uma marca, aparentemente o nome de uma equipe de trabalho.

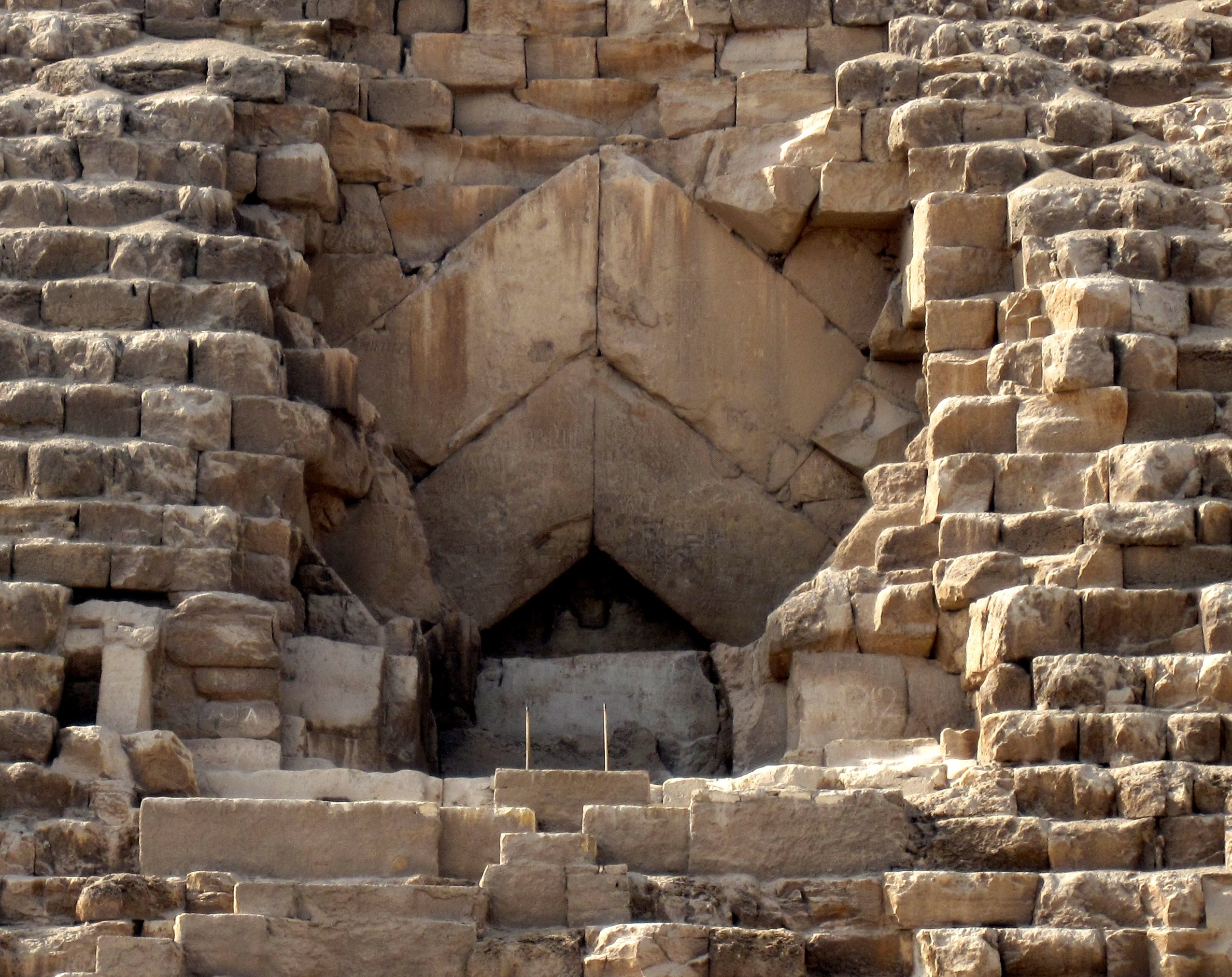
Entrada da pirâmide

O único objeto na Câmara do Rei é um sarcófago retangular de granito com um dos cantos quebrado. O sarcófago é ligeiramente maior do que a Passagem Ascendente, o que indica que deve ter sido colocado na Câmara antes do telhado ter sido colocado no lugar. Ao contrário da bela alvenaria das paredes da Câmara, o sarcófago está quase terminado, com marcas de serra visíveis em vários lugares. Isto contrasta com os sarcófagos finamente acabados e decorados encontrados em outras pirâmides do mesmo período.

### Entrada moderna
Atualmente os turistas entram na Grande Pirâmide através do túnel dos ladrões, um túnel criado em torno do ano 820 por trabalhadores do califa Almamune, que usaram um aríete. O túnel é cortado em linha reta através da alvenaria da pirâmide por aproximadamente 27 metros, então gira bruscamente à esquerda para encontrar as pedras de bloqueio na Passagem Ascendente. Acredita-se que os esforços do califa deslocaram a pedra colocada no teto da Passagem Descendente para esconder a entrada da Passagem Ascendente e foi o ruído daquela pedra caindo e depois deslizando pela Passagem Descendente, que os alertou para a necessidade de virar esquerda. Incapaz de remover estas pedras, no entanto, os trabalhadores árabes entalharam através da pedra calcária ao lado deles até chegarem à Passagem Ascendente. É possível entrar na Passagem Descendente a partir deste ponto, mas o acesso é geralmente proibido.

### Espaço "vazio"
Em 2017, uma equipe de cientistas anunciou a descoberta de um espaço "vazio" com cerca de 30.48 metros de largura e quase 8 metros de altura no interior da Grande Pirâmide.

## Complexo de Gizé

Mapa da Necrópole de Gizé

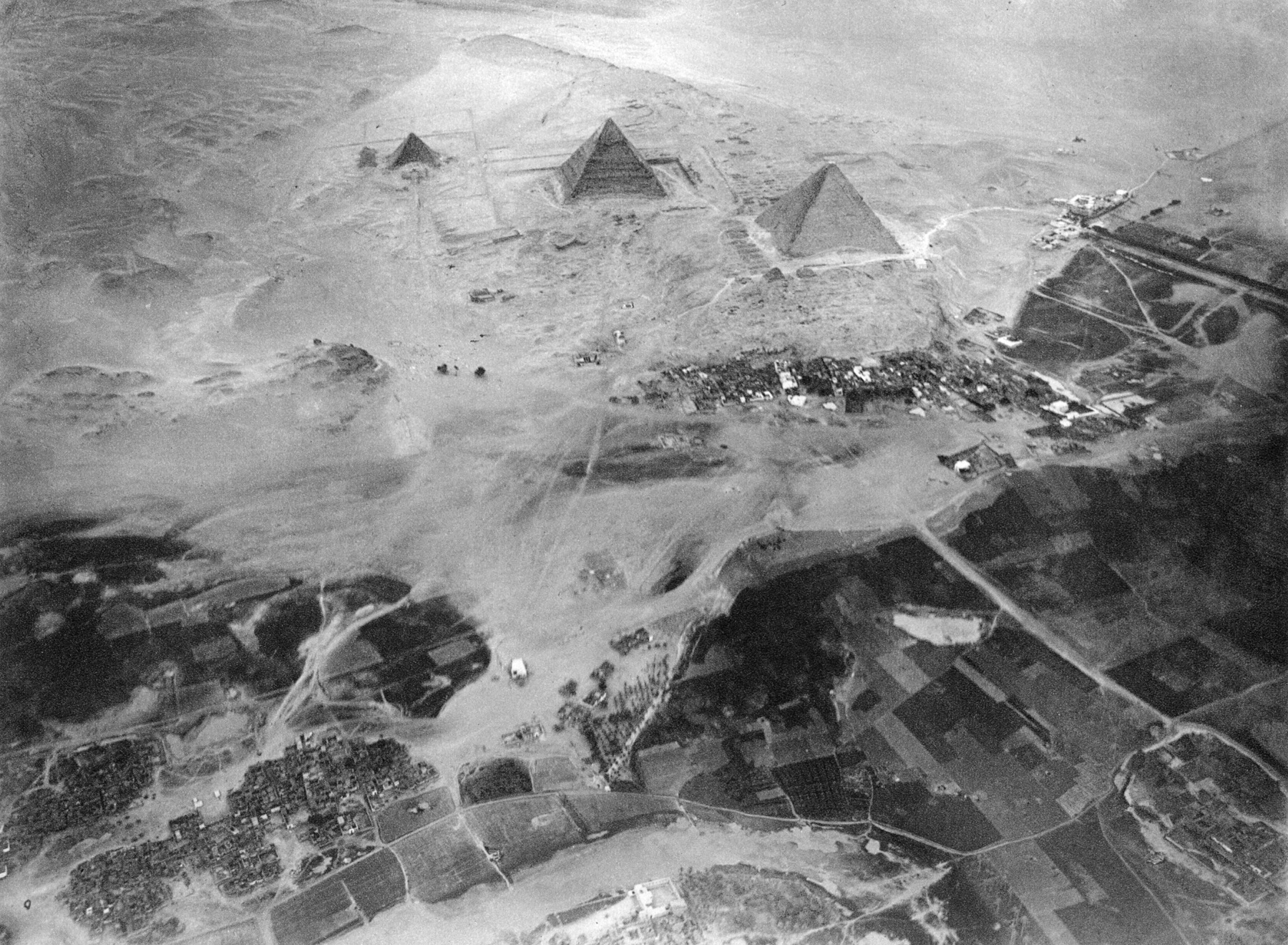
Fotografia aérea tirada do balão de Eduard Spelterini em 21 de novembro de 1904

A Grande Pirâmide é cercada por um complexo de vários edifícios, incluindo pequenas pirâmides. O Templo da Pirâmide, que se situava no lado leste da pirâmide e media 52,2 metros de norte a sul e 40 metros de leste a oeste, quase desapareceu completamente, à parte da pavimentação de basalto negro. Há apenas alguns restos da calçada que ligava a pirâmide com o vale e o templo do vale. O templo do vale está enterrado sob a aldeia de Nazelet Samane; a pavimentação de basalto e as paredes de calcário foram encontradas, mas o local não foi escavado. Os blocos de basalto mostram "evidência clara" de terem sido cortados com algum tipo de serra com uma lâmina de corte estimada em 4,6 m de comprimento, capaz de cortar a uma taxa de 38 mm por minuto. John Romer sugere que este "super serra" pode ter tido dentes de cobre e pesava até 140 kg. Ele teoriza que tal serra poderia ter sido anexada a um cavalete de madeira e possivelmente usada em conjunto com óleo vegetal, areia de corte, esmeril ou quartzo picado para cortar os blocos, o que teria exigido o trabalho de pelo menos uma dúzia de homens para operá-la.
No lado sul estão as pirâmides subsidiárias, popularmente conhecidas como Pirâmides das Rainhas. Três permanecem em pé quase a toda altura, mas a quarta foi tão arruinado que sua existência não foi suspeitada até a descoberta do primeiro caminho de pedras. Escondida sob a pavimentação ao redor da pirâmide estava o túmulo da rainha Heteferés I, esposa-irmã de Seneferu e mãe de Quéops. Descoberto acidentalmente pela expedição de Reisner, o túmulo estava intacto, embora o caixão cuidadosamente selado estivesse vazio.
A Necrópole de Gizé, que inclui entre outras estruturas as pirâmides de Quéops, Quéfren e Miquerinos, é cercado por um muro de pedra ciclópica, o Muro do Corvo. O arqueólogo estadunidense Mark Lehner descobriu uma cidade de trabalhadores fora da parede, também conhecida como "A Cidade Perdida", datada por estilos de cerâmica, impressões de selos e estratigrafia que pode ter sido construída e ocupada em algum ponto durante os reinados de Quéfren (2 520-2 494 a.C.) e Miquerinos (2 490-2 472 a.C.). Recentes descobertas de Lehner e de sua equipe na cidade e nas proximidades, incluindo o que parece ter sido um porto próspero, sugerem que a cidade e as dependências associadas a ela, constituídas por quartéis chamados "galerias", podem não ter sido para os trabalhadores da pirâmide, mas sim para os soldados e marinheiros que utilizavam o porto. À luz dessa nova descoberta, a respeito de onde então os trabalhadores da pirâmide podem ter vivido, Lehner agora sugere a possibilidade alternativa que eles podem ter acampado nas rampas que ele acredita terem sido usadas para construir as pirâmides ou possivelmente em pedreiras próximas.
No início dos anos 1970, o arqueólogo australiano Karl Kromer escavou um monte no Campo Sul do planalto. Este monte continha artefatos, incluindo selos de tijolos de barro de Quéops, que ele identificou com um assentamento de artesãos. Os edifícios de tijolos de barro ao sul do Templo do Vale de Quéops continham vedações de lama e foram sugeridos como um assentamento que serviria ao culto de Quéops após sua morte. O cemitério de um trabalhador utilizado pelo menos entre o reinado de Quéops e o final da V dinastia foi descoberto ao sul do Muro do Corvo por Zahi Hawass em 1990.

## Barca funerária

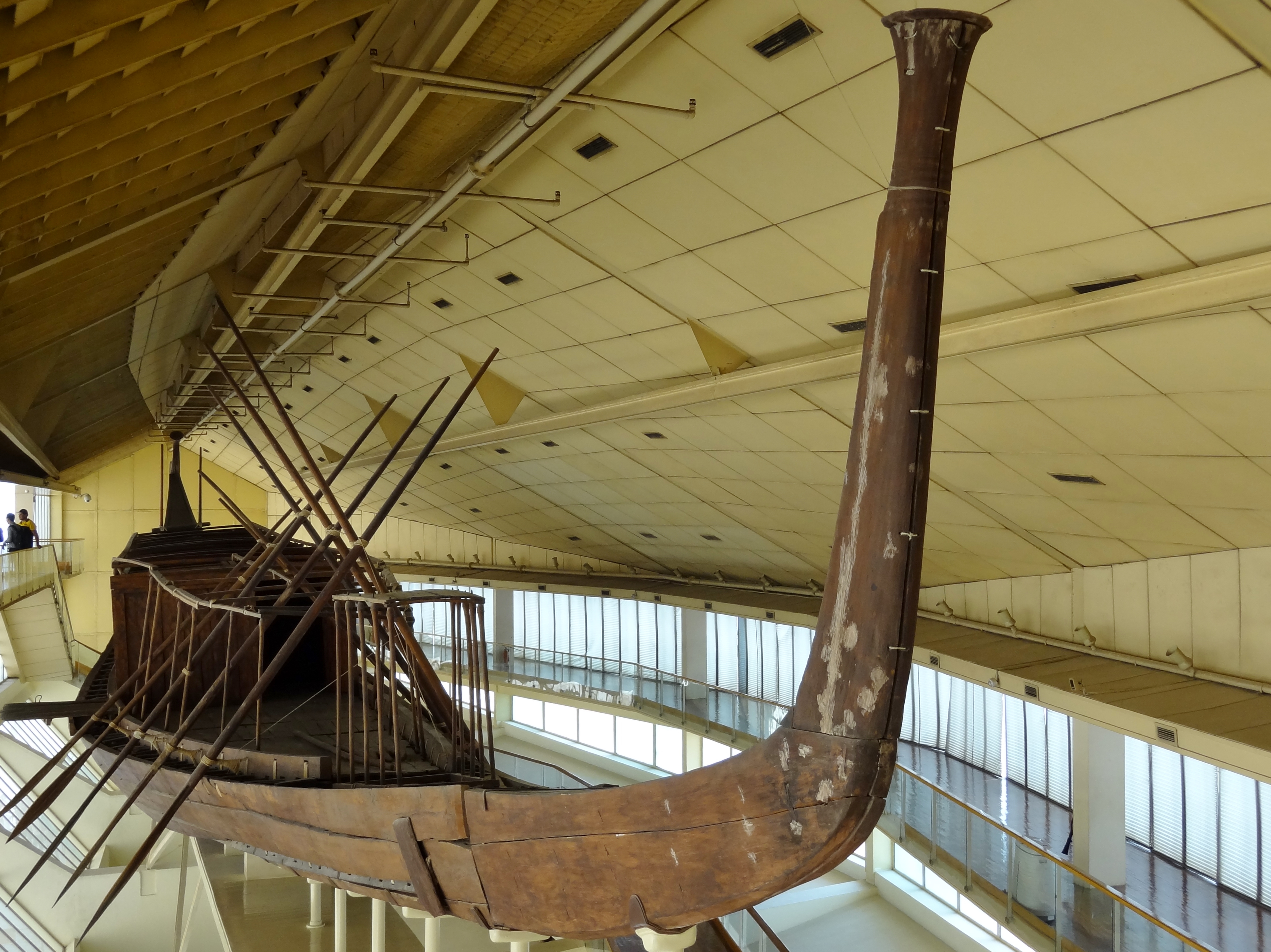
Barca funerária de Quéops

Existem três poços em forma de barco ao redor da pirâmide, de tamanho e forma de barcos completos, embora tão superficiais que qualquer superestrutura, se houve alguma, deve ter sido removida ou desmontada. Em maio de 1954, o arqueólogo egípcio Kamal el-Mallakh descobriu um quarto poço, um retângulo longo e estreito, ainda coberto com lajes de pedra pesando até 15 toneladas. Dentro havia 1 224 pedaços de madeira, o mais longo com 23 metros de comprimento, o mais curto 10 centímetros. Estes foram confiados a um construtor de barcos, Haj Ahmed Yusuf, que trabalhou no encaixe das peças. Todo o processo, incluindo a conservação e o alisamento da madeira deformada, levou 14 anos de trabalho. O resultado foi um barco de madeira de cedro de 43,6 metros de comprimento, com suas madeiras unidas por cordas, que atualmente está alojado em um museu especial em forma de barco e com ar-condicionado localizado ao lado da pirâmide. Durante a construção deste museu, que está acima do poço do barco, um segundo buraco de barco selado foi descoberto. Foi deliberadamente deixada selado até 2011, quando a escavação começou.

## Pilhagem

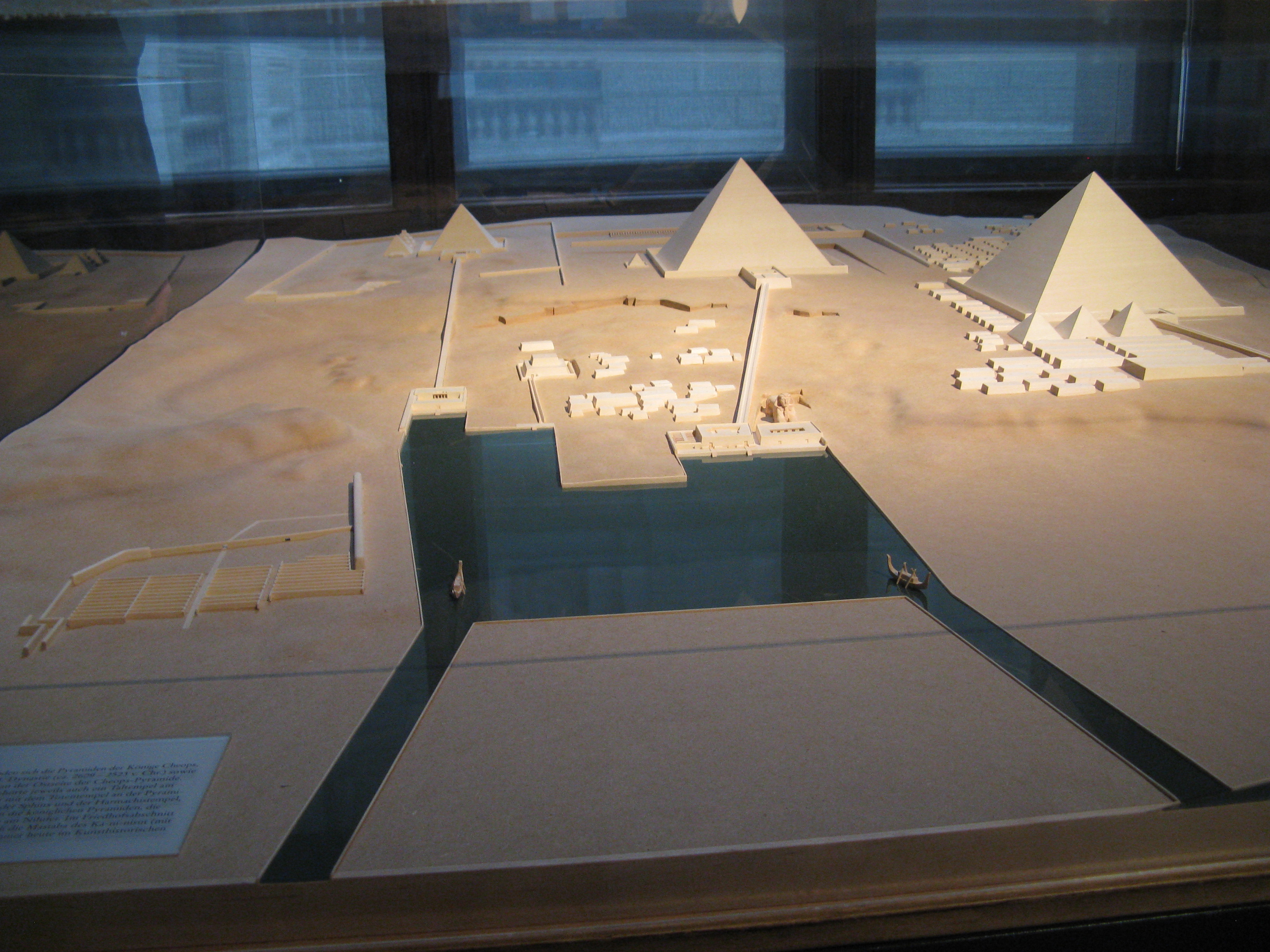
Maquete da Necrópole de Gizé em seu auge no Museu de História da Arte em Viena

Embora as pirâmides posteriores fossem menores, a edificação de pirâmides continuou até o fim do Império Médio. No entanto, como os autores Briar e Hobbs afirmam, "todas as pirâmides foram roubadas" pelo Império Novo, quando começou a construção de túmulos reais em um vale deserto, agora conhecido como o Vale dos Reis. A arqueóloga britânica Joyce Tyldesley afirma que a Grande Pirâmide "é conhecida por ter sido aberta e esvaziada pelo Império Médio", antes do califa abássida Almamune entrar na estrutura em torno de 820.
I. E. S. Edwards discute a menção de Estrabão de que a pirâmide "um pouco acima de um dos lados há uma pedra que pode ser retirada, onde há uma passagem inclinada para as fundações". Edwards sugeriu que a entrada foi introduzida por ladrões após o fim do Império Antigo e selada e, em seguida, reaberta mais de uma vez até a porta de Estrabão ser adicionada. E acrescenta: "Se esta suposição altamente especulativa estiver correta, também é necessário supor que a existência da porta foi esquecida ou que a entrada foi novamente bloqueada com pedras de revestimento", para explicar por que Almamune não encontrou a entrada.
Ele também discute uma história contada por Heródoto, que visitou o Egito no século V a.C. e relata uma história que lhe foi contada sobre abóbadas sob a pirâmide construída em uma ilha onde o corpo de Quéops está. Edwards observa que a pirâmide "quase certamente foi aberta e seu conteúdo saqueado muito antes do tempo de Heródoto" e que poderia ter sido fechada novamente durante a XXVI dinastia egípcia, quando outros monumentos foram restaurados. Ele sugere que a história contada a Heródoto poderia ter sido o resultado de quase dois séculos de contos dos guias da Pirâmide.